# Collège Sainte-Thérèse
Le Collège Sainte Thérèse est une œuvre de l'architecte moderniste catalan Antoni Gaudí. Situé dans l'ancienne commune de Sant Gervasi – le quartier barcelonais de Tres Torres (Sarrià) – il fut conçu par saint Éric d'Ossó pour créer un collège religieux pour la compagnie Sainte-Thérèse de Jésus qu'il avait lui-même fondée.

## Construction
La construction commença en 1887 sous la direction de l'architecte Joan Baptista Pons i Trabal, mais en 1888, Ossó confia le projet à Gaudi qui avait acquis une grande renommée tant comme architecte que comme dévot. Le projet se poursuivit jusqu'en 1889.

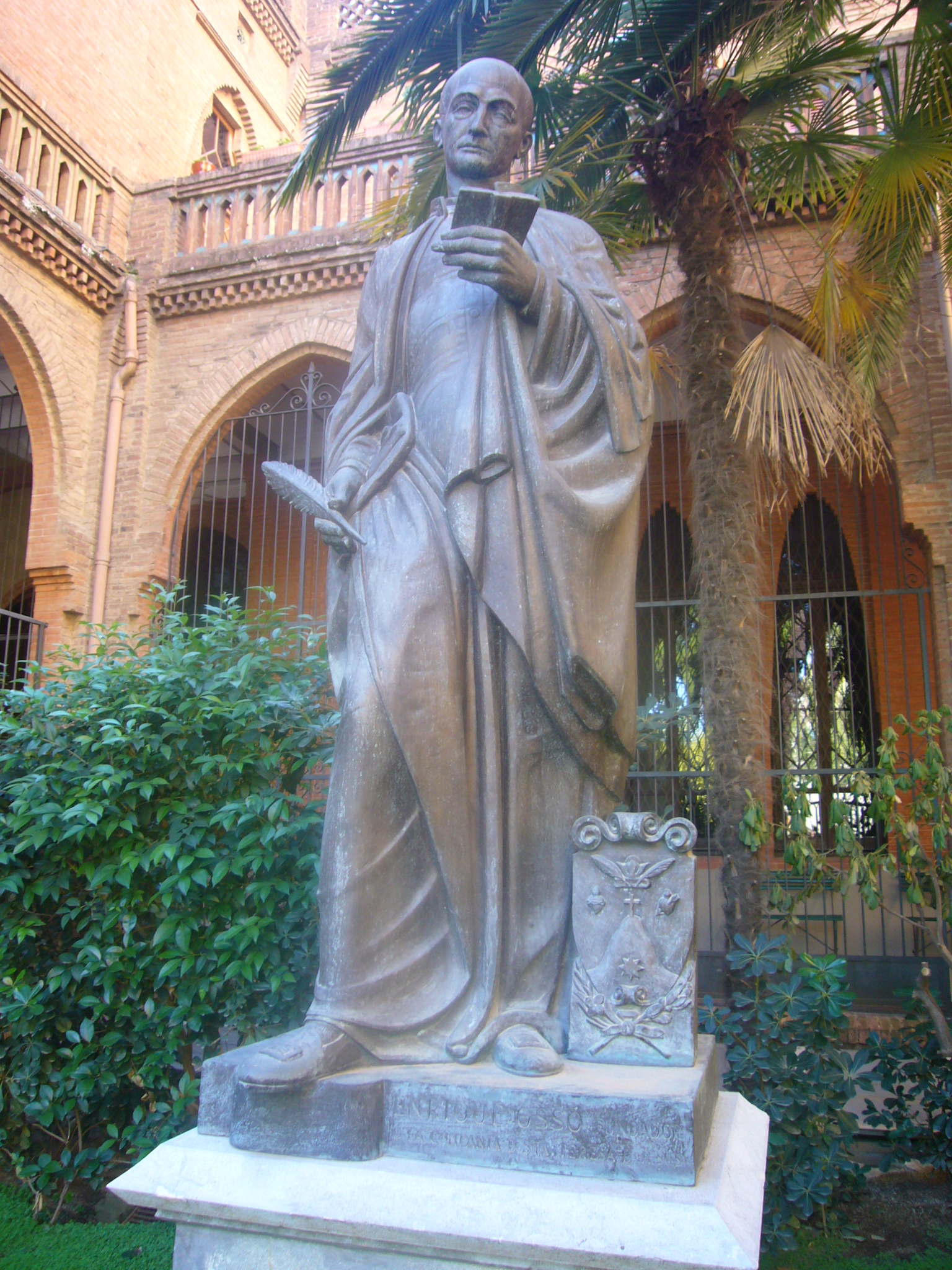
Statue de saint Éric d'Ossó.

Seules les fondations du bâtiment conçu par Pons i Trabal avaient été réalisées, de telle façon que Gaudi fut relativement libre dans ses choix architecturaux. Il respecta la volonté de l'ordre religieux d'un bâtiment sobre, conformément au vœu de pauvreté de la congrégation. La partie externe fut réalisée en brique ainsi que quelques éléments intérieurs. Gaudí conçut un édifice rectangulaire à l'apparence d'une forteresse. 
Gaudí argua que les briques étaient un moyen de construction économique, et que, quelle que soit la forme de la brique, celle-ci avait le même prix. Il en profita pour créer des éléments décoratifs là où ce fut possible, tant à l'extérieur qu'à l'intérieur. Il incorpora également des grilles de fer forgé – un de ses matériaux favoris – dans la façade et couronna l'ensemble par des créneaux qui donnent au bâtiment un aspect de château fort – allusion à l’œuvre de sainte Thérèse d'Avila, « Le Château intérieur », où elle compare l'être humain à une forteresse.
El 1908 Gaudí projeta une chapelle qu'il n'arriva pas à construire du fait de désaccords avec la supérieure du couvent. La chapelle actuelle de style néogothique est l’œuvre de Gabriel Borrell i Cardona.

## Description
L'édifice est constitué d'un rez-de-chaussée, de trois étages et d'une toiture praticable, où les sœurs se consacraient à la prière. Il mesure 60 m de longueur par 18 m de largeur et 27 m de hauteur. Les murs en pierre sont surmontés de faîtages en briques et de créneaux. Au centre des façades, on retrouve un portique principal de style mudéjar et les dépendances du personnel. Le portique est protégé par une grille en fer forgé. La grille est ornée du Monte Carmelo (symbole de la prière), d'étoiles (l'enseignement), de la croix (le sacrifice), de cœurs (l'amour) et de colombes (la paix). Ces symboles se retrouvent également sur les blasons disposés aux quatre murs d'angle.
Aux angles de la façade figurent des pinacles de briques avec une colonne hélicoïdale qui se termine en croix de Gaudí à quatre branches décorées et divers symboles de l'ordre de Sainte-Thérèse réalisés en céramiques : le Mont Carmel couronné de la Croix, le cœur de la Vierge couronné d'épines et celui de sainte Thérèse traversé par une flèche. Cette croix, utilisée ici pour la première fois par Gaudí, deviendra une constante de son œuvre.
Tous les créneaux sont couronnés par des barrettes doctorales, autre symbole de sainte Thérèse. Entre les faîtages des briques, le monogramme JHS, qui désigne Jésus, est représenté en céramique. Entre les créneaux, un T rouge, également en céramique, désigne l'initiale de Thérèse. Gaudí utilise aussi ce motif pour les poignées de porte.
À l’intérieur se trouve un passage célèbre par la succession d'un grand nombre d'arcs caténaires paraboliques. Ces arcs aux élégantes lignes ne sont pas seulement décoratifs, mais maintiennent également le plafond et l'étage supérieur. C'est un élément clef de l'architecture de Gaudi qui utilisa ce type d'arc pour obtenir des charges importantes avec des arcs légers, tout en créant un jeu d'ombre et de lumière.
Le souci de la lumière par Gaudí se reflète dans la hauteur de 5,86 m du rez-de-chaussée et éclairé par des patios situés au 1er étage, ainsi que de grandes fenêtres en forme d'arc parabolique et une lucarne au centre. Les lieux sont également éclairés par des lampes en fer forgé en forme de croix de Malte. 
Toujours par souci d'économie, mais sans sacrifier l'aspect décoratif, Gaudí emploie la brique pour les colonnes de soutien et les piliers

## Galerie

### Extérieur

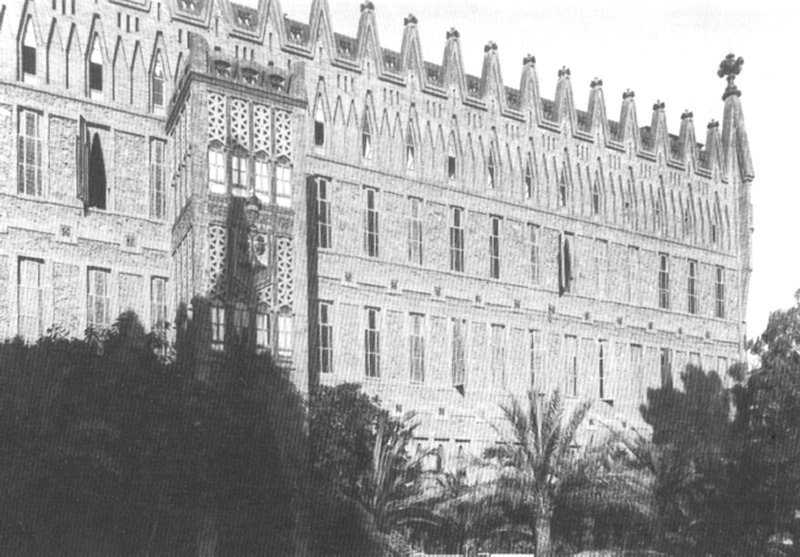
Image de 1888.
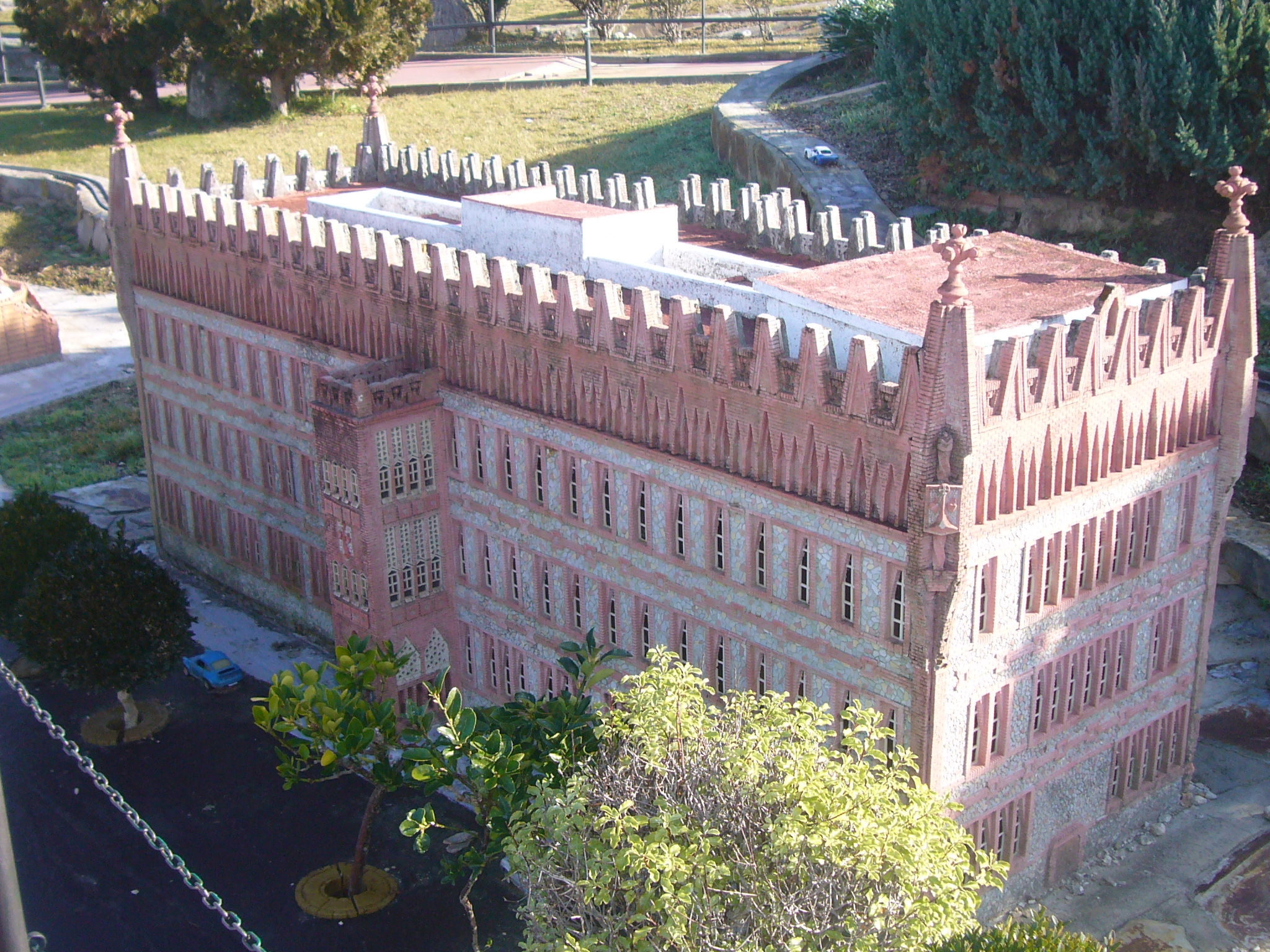
Maquette de l'édifice, à Catalunya en Miniatura.
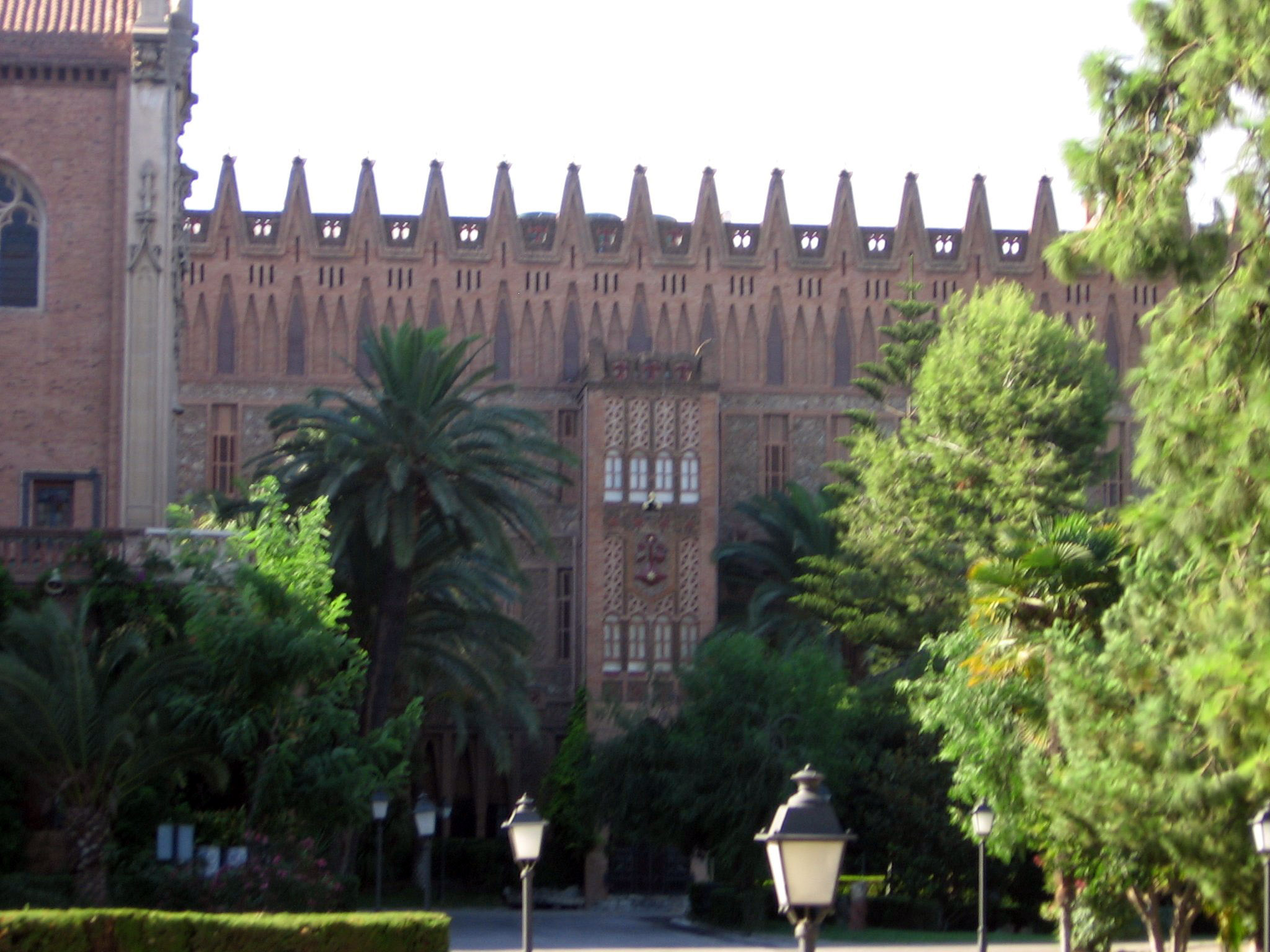
Façade principale du Collège.
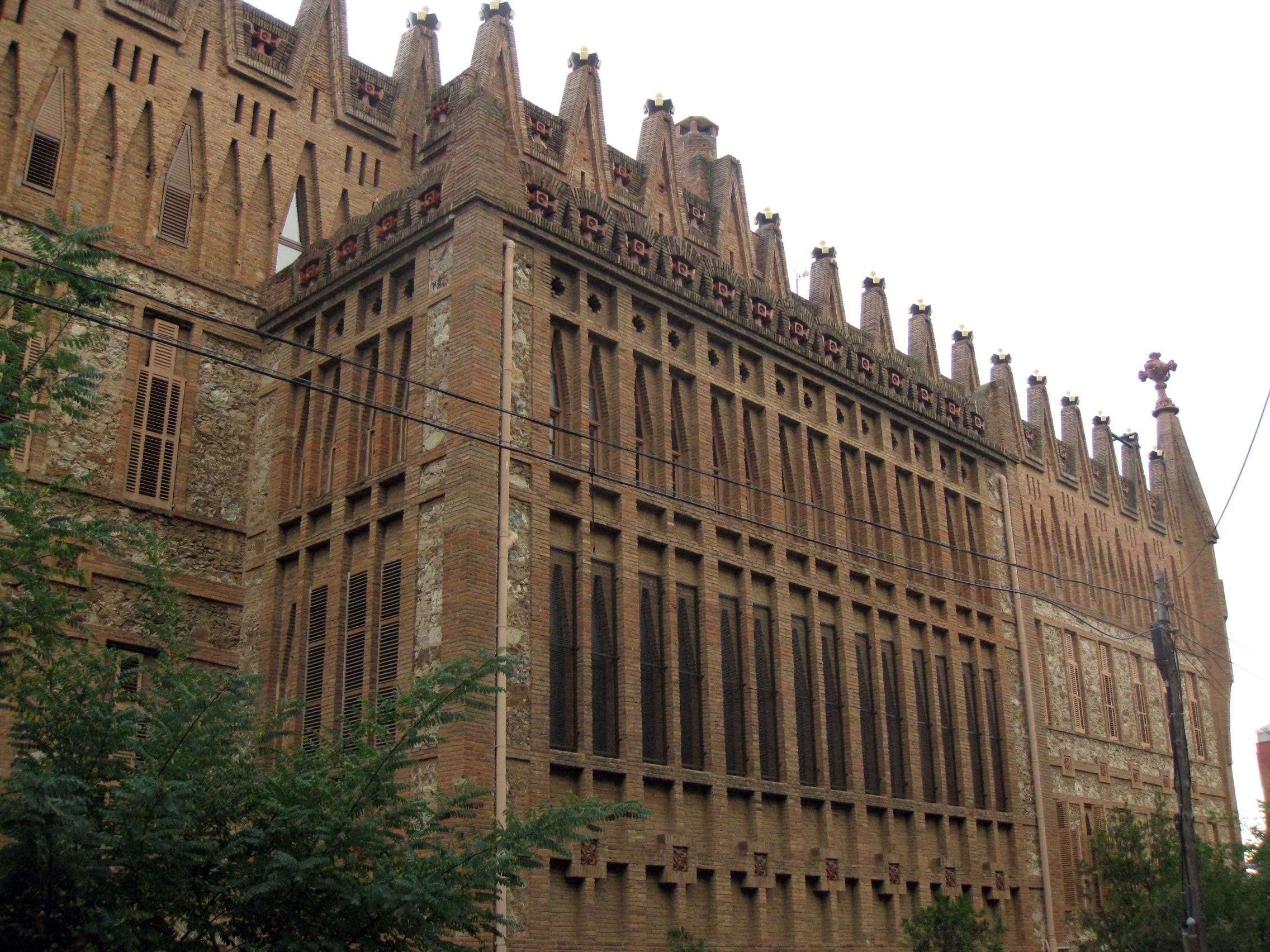
Dépendances à l'arrière du bâtiment.
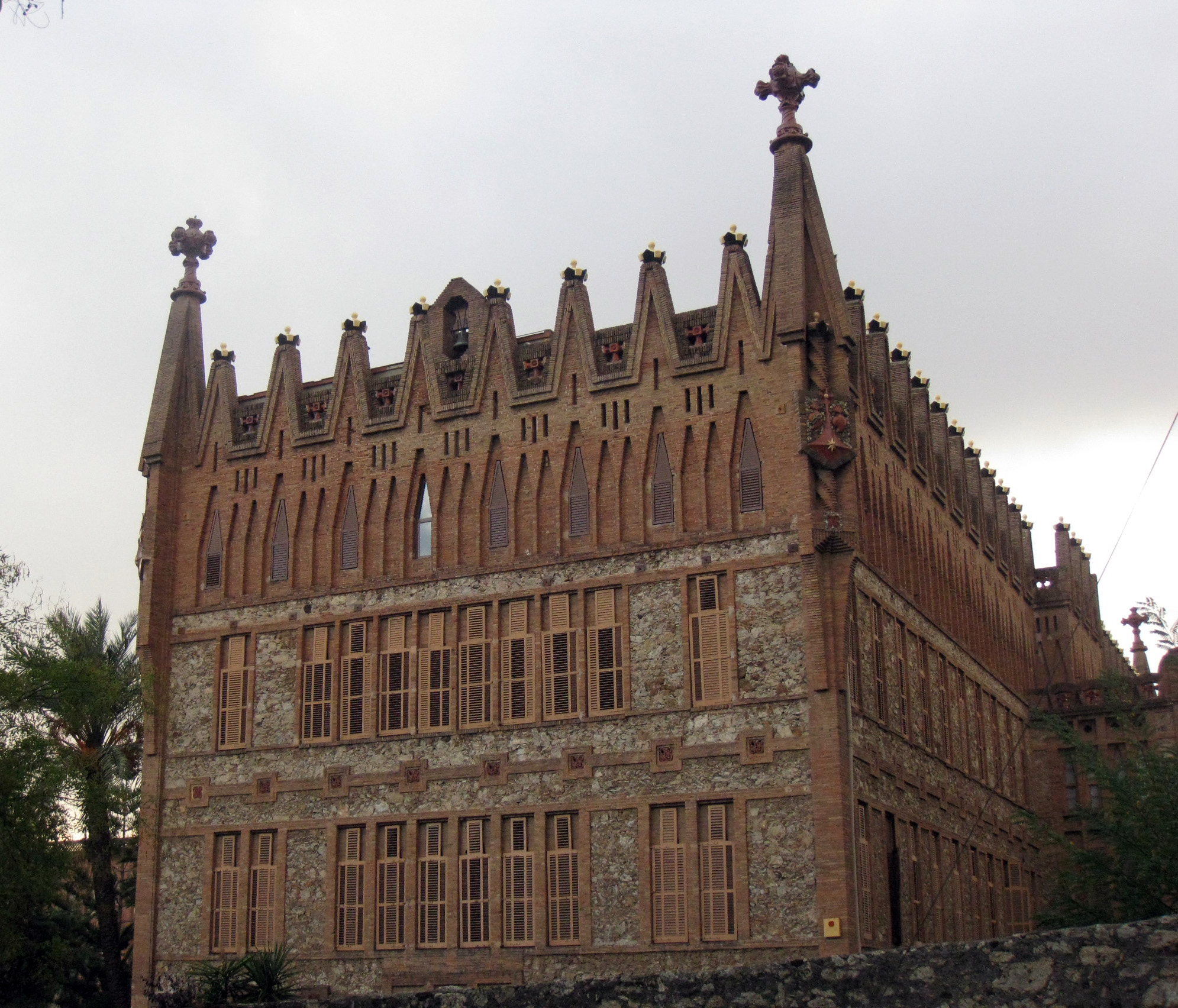
Façade latérale et les hautes fenêtres.
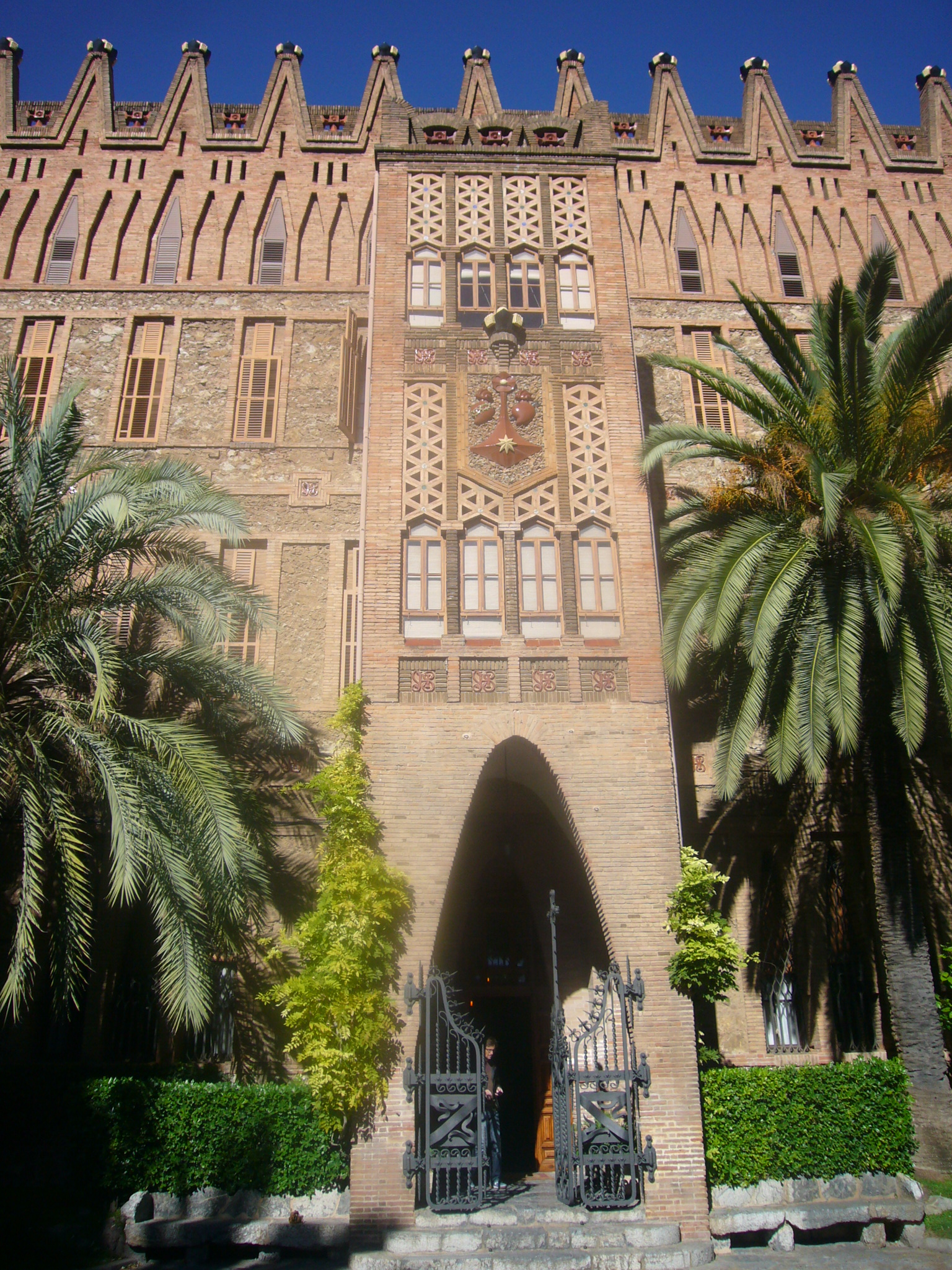
Le portique d'entrée et sa grille en fer forgée.
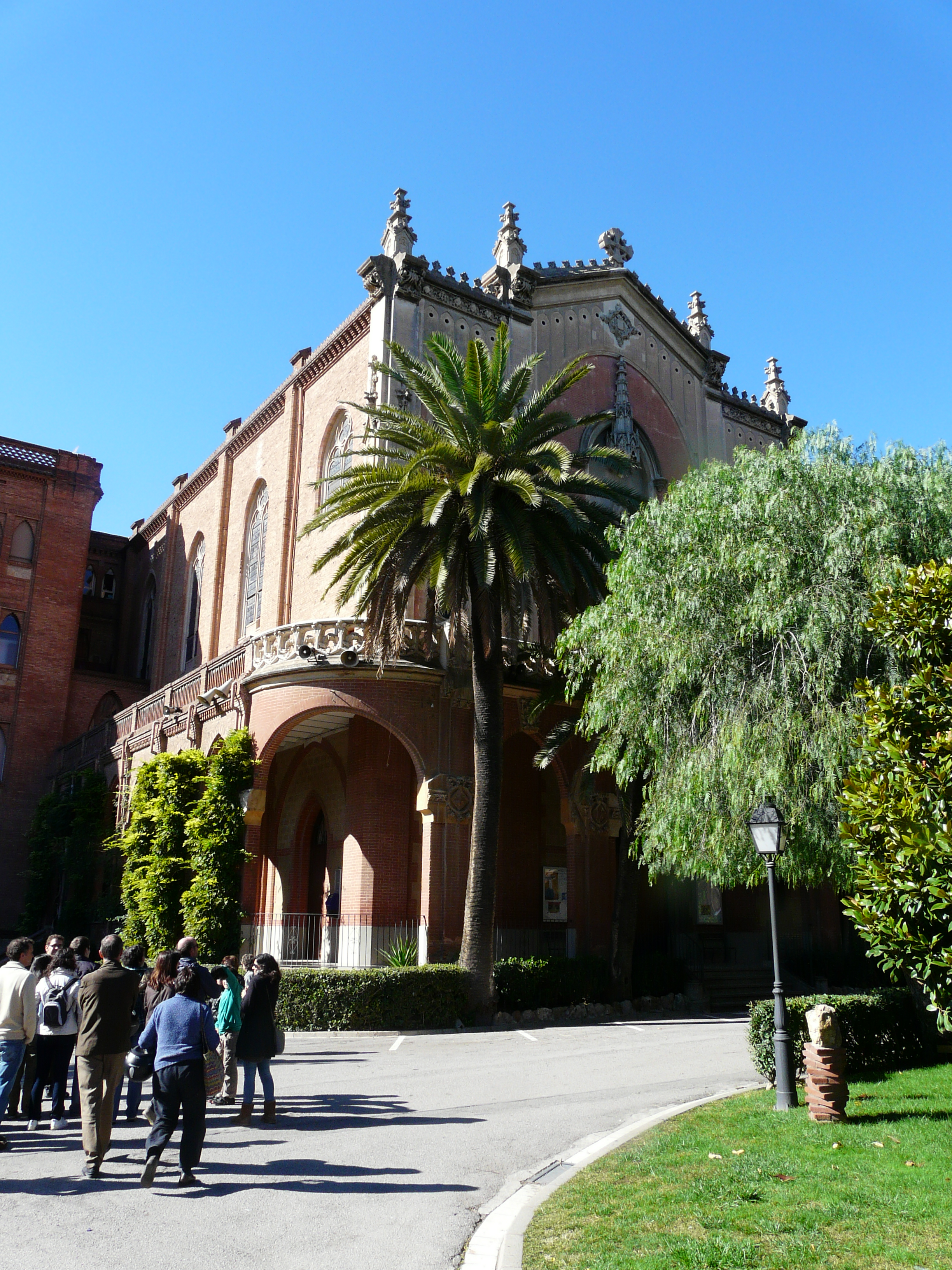
La chapelle de Cardona.

### Intérieur

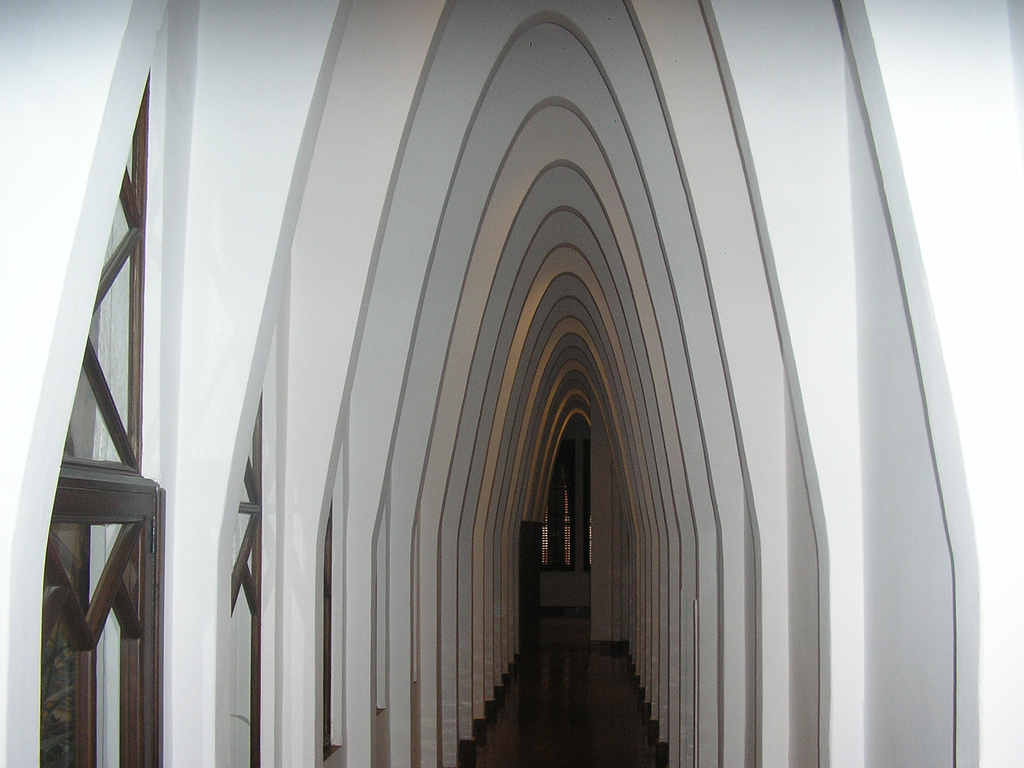
Arcs paraboliques.
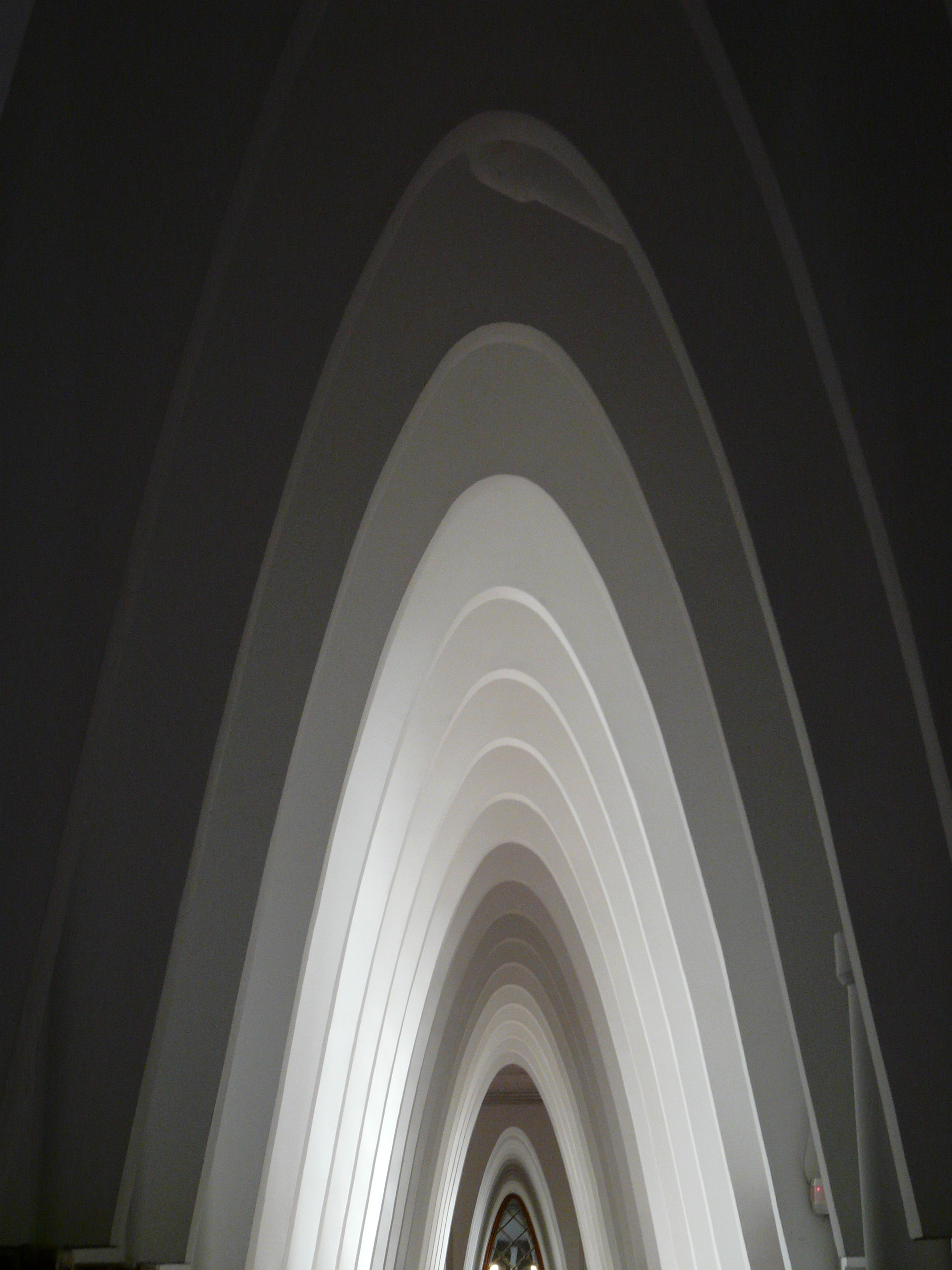
Jeux d'ombre et de lumière.
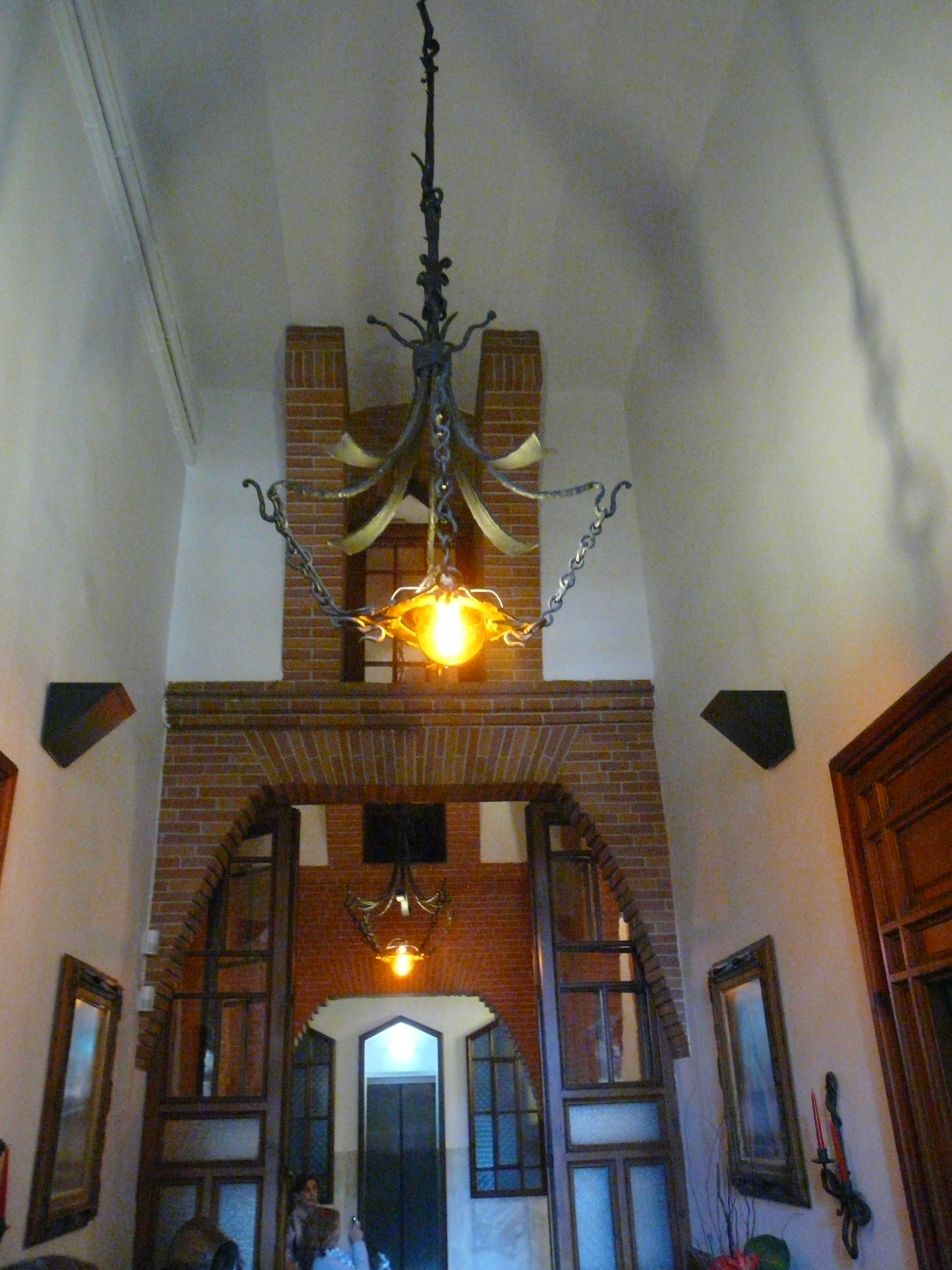
Luminaires intérieurs.
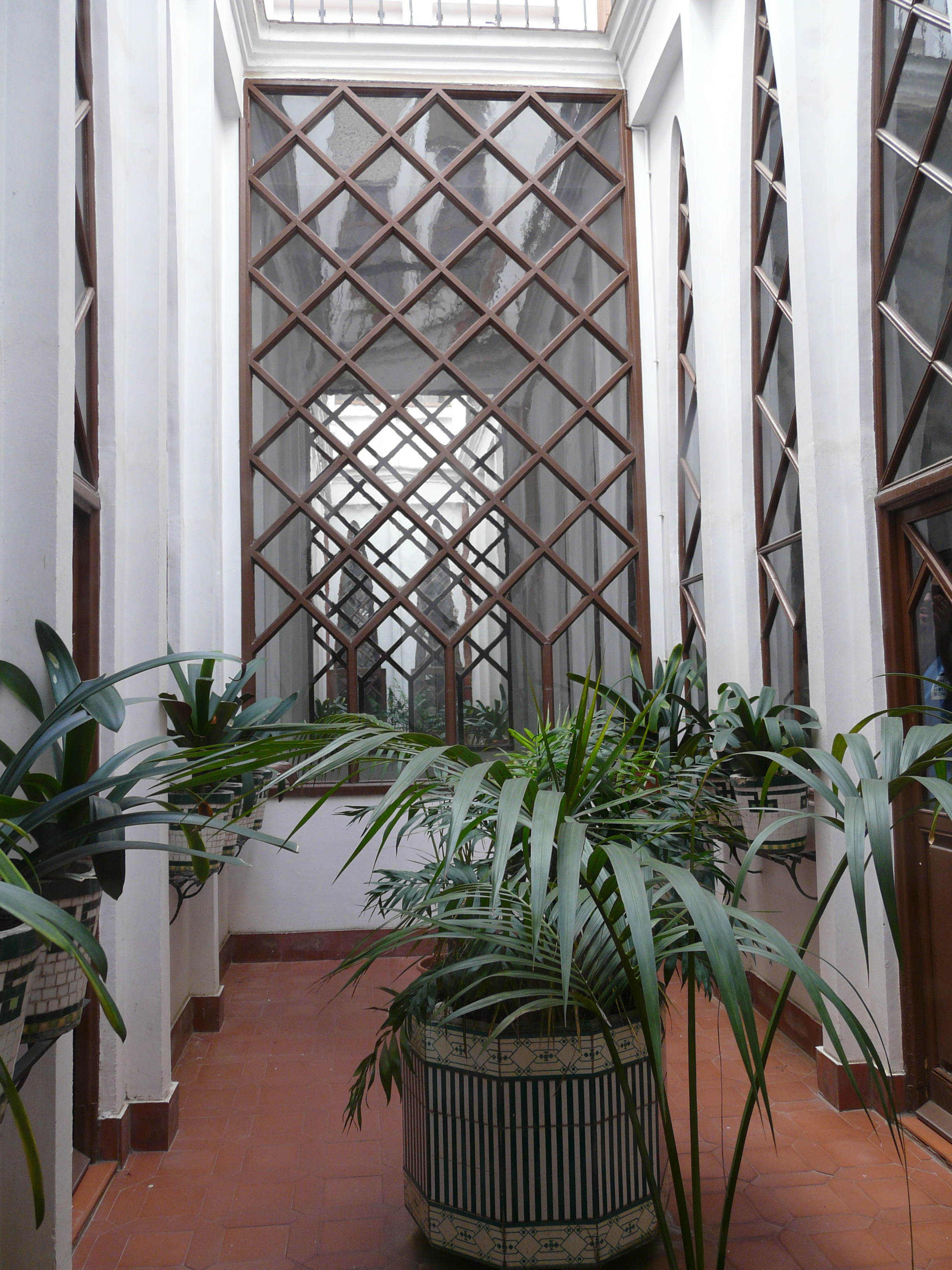
Patio à l'étage.

### Détails architecturaux

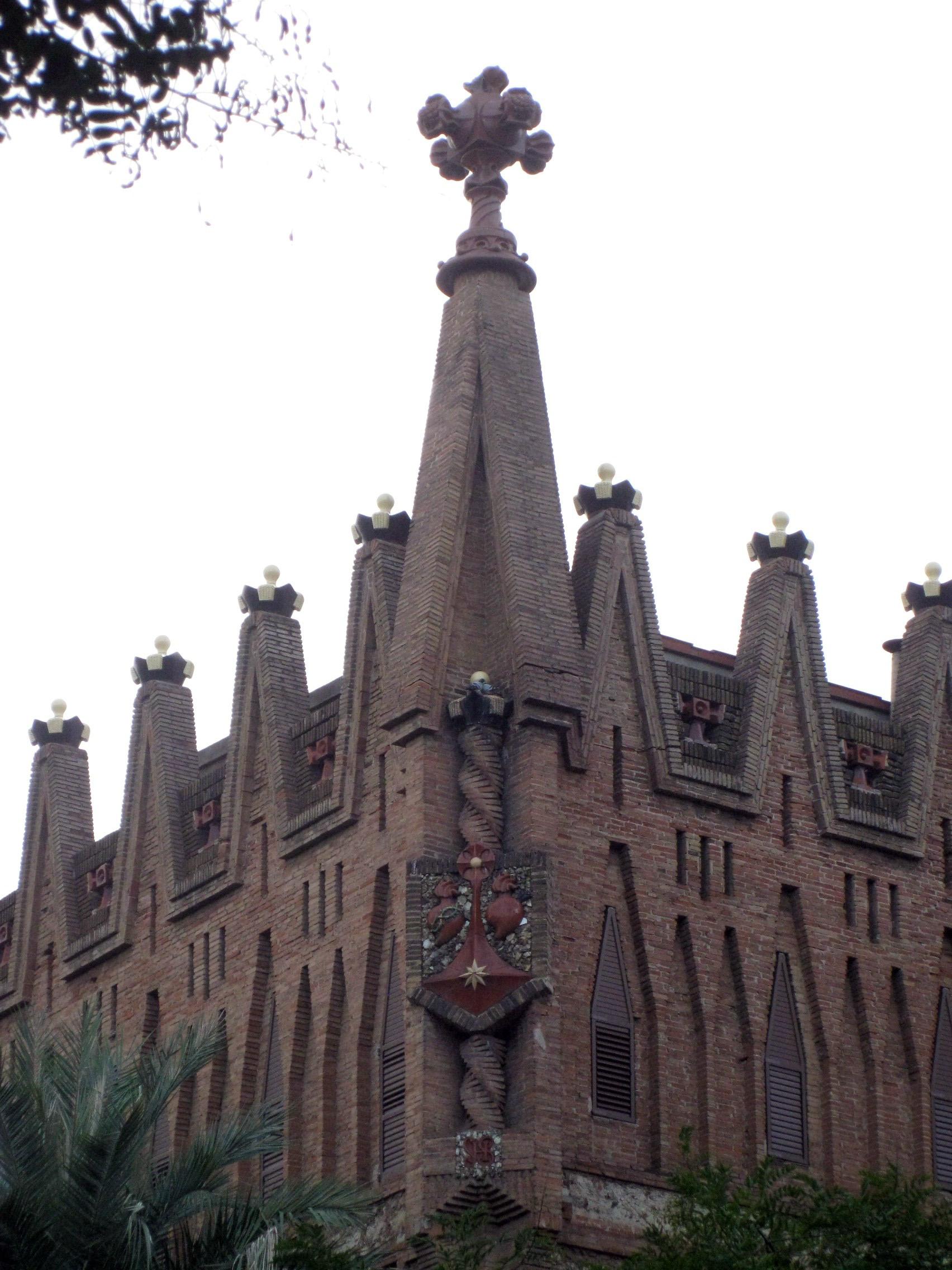
Un des angles avec le blason, les créneaux surmontés de barrettes doctorales, la croix de Gaudí, la colonne torsadée en briques, le T entre les créneaux et le monogramme JHS.
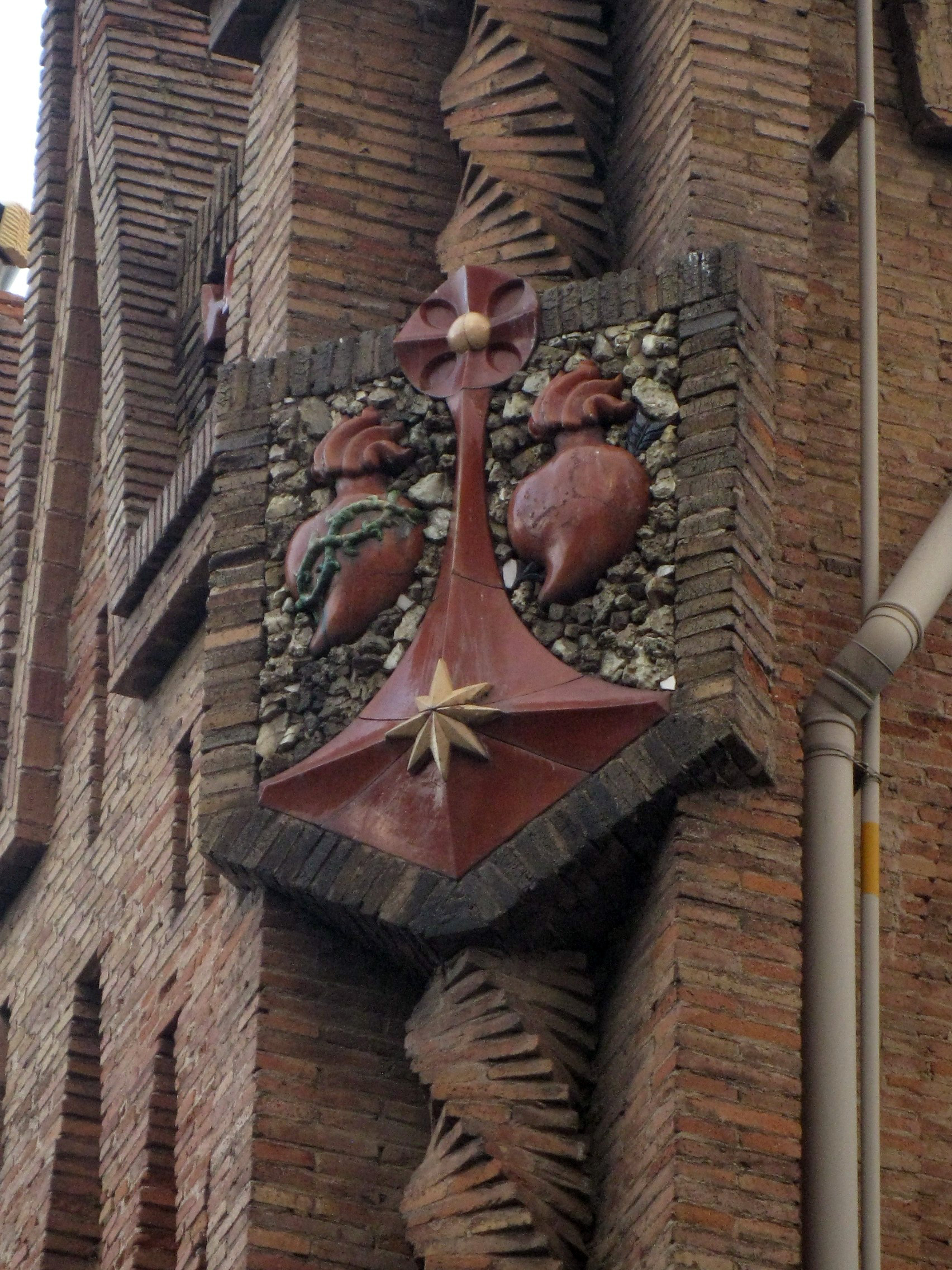
Gros plan du blason avec les symboles de sainte Thérèse.
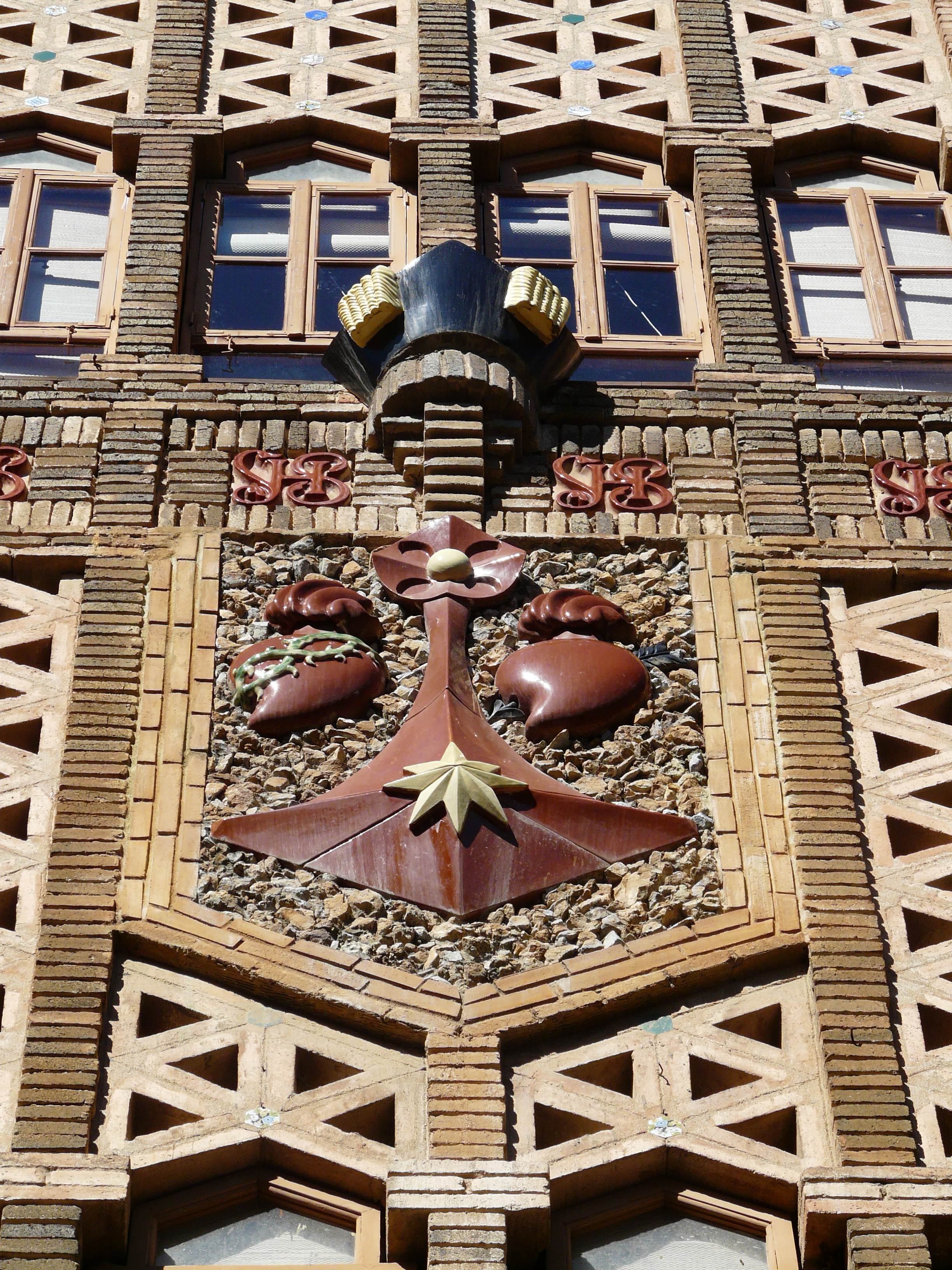
Gros plan du blason sur le portique d'entrée.
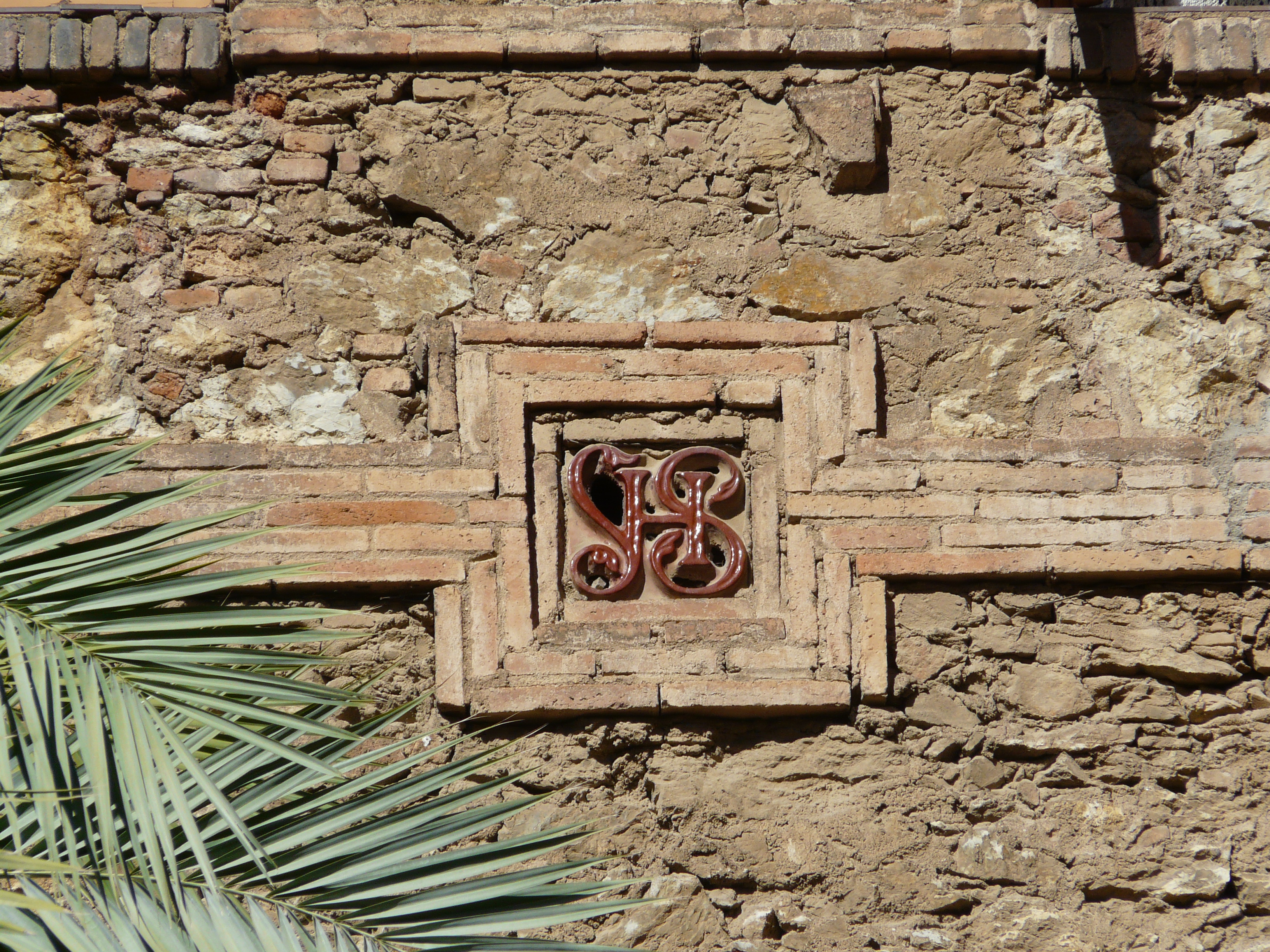
Un des monogrammes JHS en céramique rouge.
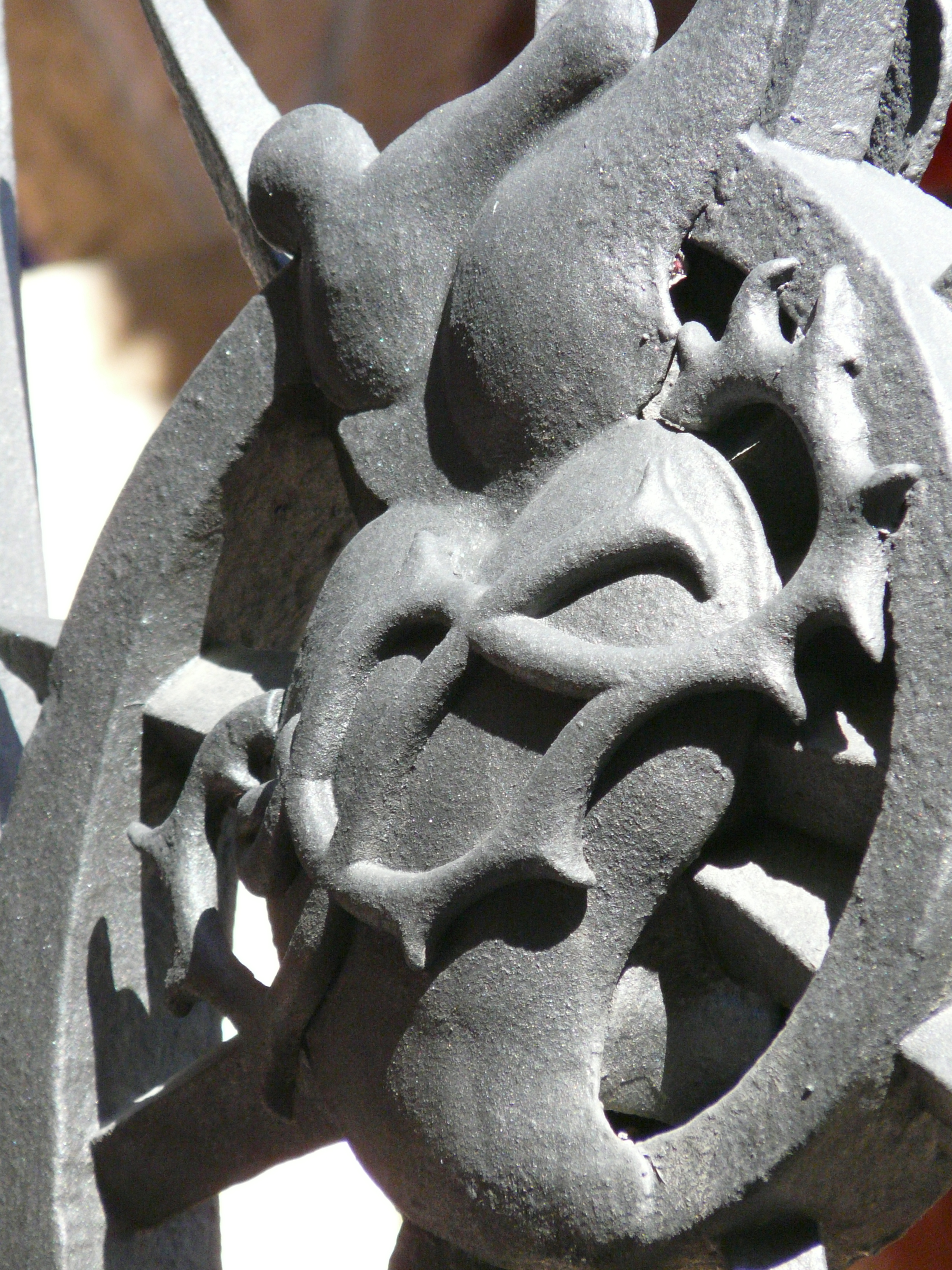
Un des cœurs de la grille.
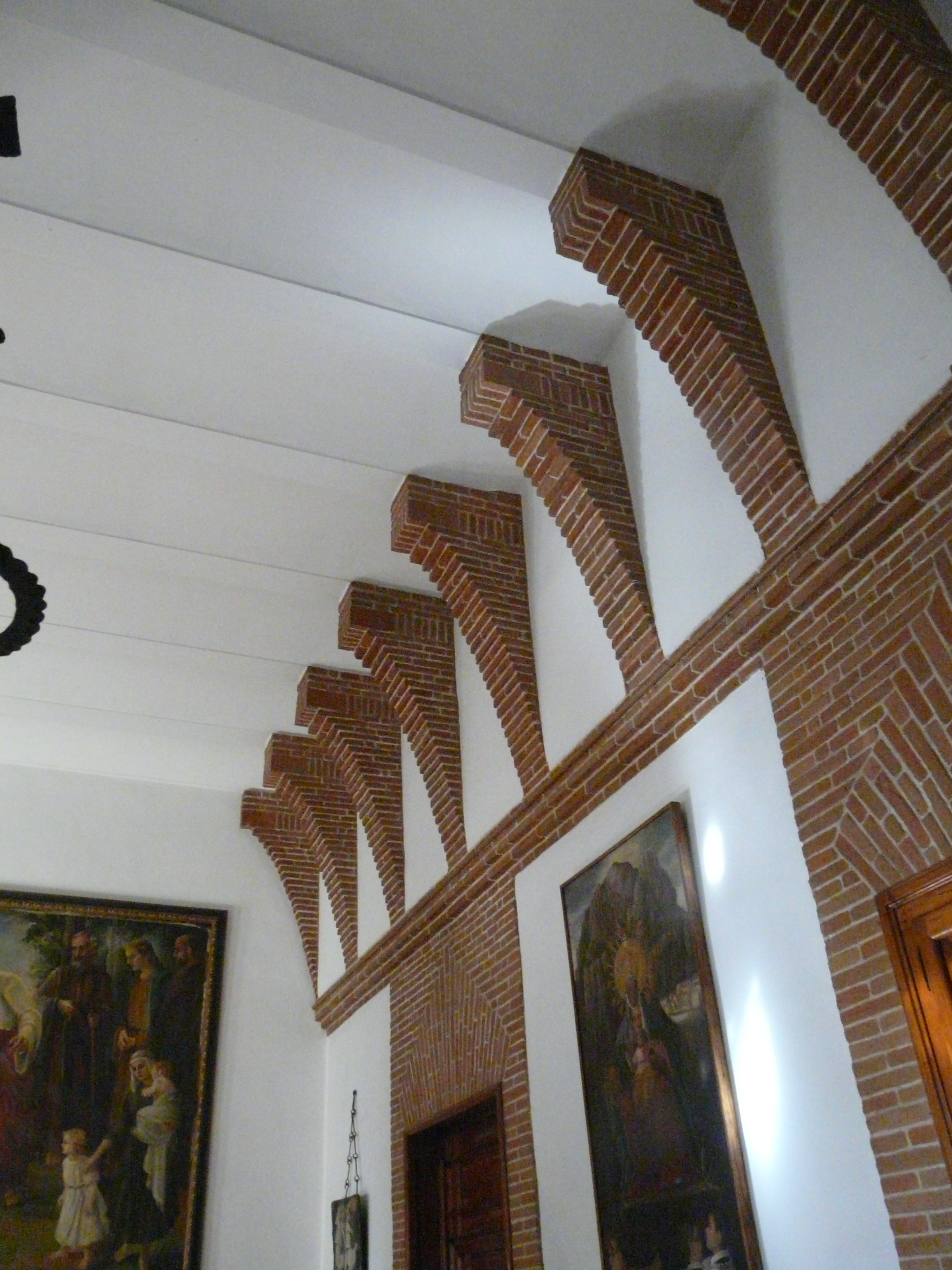
Soutènements en briques.
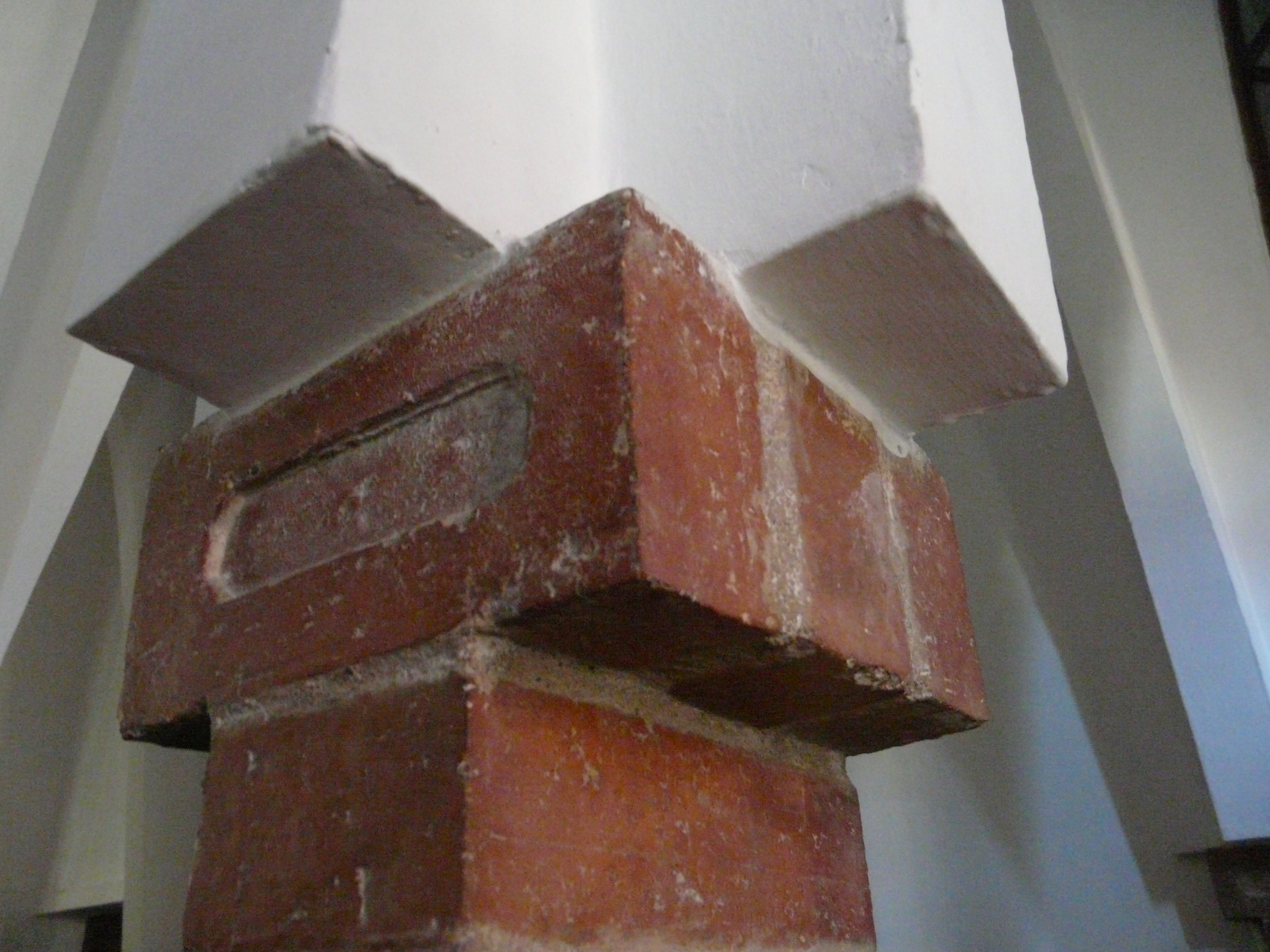
Chapiteau en brique.